# Ернст Фрідріх Глокер
Ернст Фрідріх Глокер англ. Ernst Friedrich Glocker (1 травня 1793 — 18 липня 1858) — німецький мінералог, геолог і палеонтолог.

## Біографія
З 1810 року він вивчав теологію, філософію та науки в Тюбінгенському університеті, а потім продовжив освіту в Галле. У 1823 році він отримав диплом, захистивши дисертацію «De Gemmis Plinii inprimis de Topazio», а пізніше працював професором у гімназії Магдалини в Бреслау. У 1834 році він став професором Університету Бреслау, де також був директором кабінету мінералів.
Під час своїх наукових екскурсій він збирав мінерали та скам’янілості в Сілезії, Лужиці, Моравії і Судетах. Йому приписують присвоєння мінералам термінів: піраргірит (1831), озокерит (1833), сепіоліт (1847), галіт (1847), сфалерит (1847), арсенопірит  (1847) та ліпарит (1847). Він також проводив дослідження в галузі ботаніки— у 1836 році палеоботанік Генріх Гьопперт назвав рід рослин «Glockeria» на його честь.

## Опубліковані праці
- Versuch über die Wirkungen des Lichtes auf die Gewächse, 1820 – Experiment involving the effects of light on plants.
- Handbuch der Mineralogie, 1829–31 (2 volumes) – Handbook of mineralogy.
- Versuch einer Charakteristik der schlesisch-mineralogischen Literatur von 1800-1832, (1832) – Characteristics of Silesian mineralogical literature from 1800 to 1832.
- Mineralogische Jahreshefte, 1835 – Mineralogical yearbooks.
- Grundriss der Mineralogie mit Einschluss der Geognosie und Petrefactenkunde, 1839 – Outline of mineralogy with the inclusion of geology and petrology.
- Ueber den Jurakalk von Kurowitz in Mähren und über darin vorkommenden Aptychus imbricatus, 1841 – On the Jurassic limestone of Kurowitz in Mähren.
- Geognostische beschreibung der preussischen Oberlausitz, 1857 – Geognostic description of Prussian Upper Lusatia.[6][7]